# Vegas Vacation
Vegas Vacation (ook bekend onder de naam National Lampoon's Vegas Vacation) is een Amerikaanse komische film uit 1997 van Stephen Kessler en geschreven door Elisa Bell en Bob Ducsay. Hiermee is het de enige Vacation-film die niet door John Hughes is geschreven.
De film is de vierde en laatste uit de National Lampoons Vacation-films met Chevy Chase en Beverly D'Angelo in de hoofdrollen. De rollen van de kinderen worden wederom door andere acteurs vertolkt: Marisol Nichols en Ethan Embry, Audrey en Rusty respectievelijk in de film.

## Verhaal
In deze film besluit Clark Griswold dat het gezin dit jaar op vakantie gaat naar Las Vegas. Zowel zijn vrouw als zijn twee kinderen zien dit niet zitten. Eenmaal aangekomen is het vooral Clark die niet bij de casino's weg te krijgen is. Op aandringen van zijn vrouw Ellen bezoeken de Griswolds ook neef Eddie en zijn gezin en maken ze met hen een uitstapje naar een stuwdam, wat ook niet helemaal vlekkeloos verloopt. Uiteindelijk komt het gezin zonder geld te zitten en dat is vooral te wijten aan Clark. Een vliegreis naar huis zit er waarschijnlijk niet meer in. Maar enkele meevallers, zowel te danken aan zoon Rusty als een oude man in het casino zorgen ervoor dat het gezin toch nog naar huis kan.

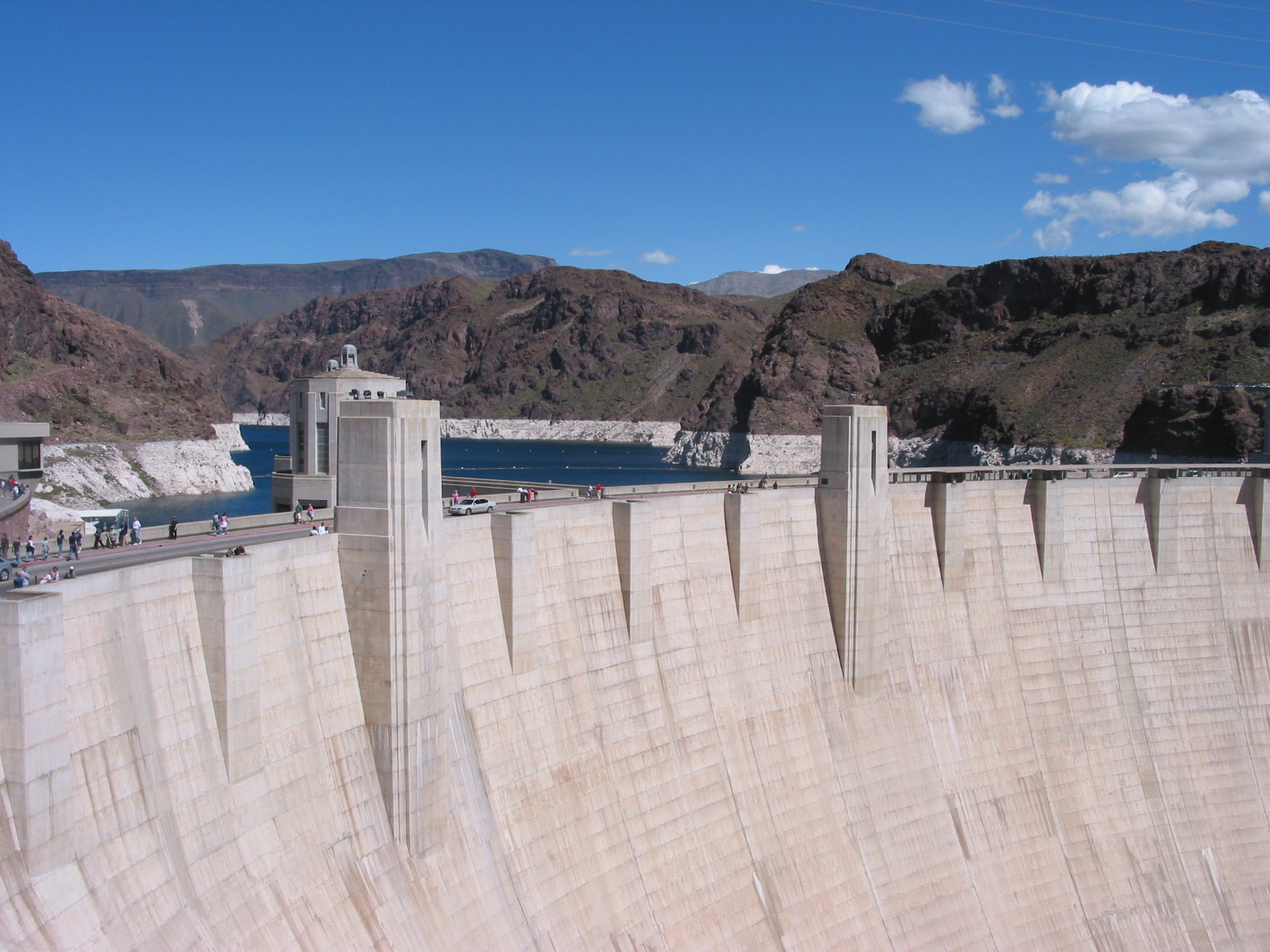
De Hoover Dam.

Nadat het gezin in Las Vegas is aangekomen, maakt Clark duidelijke afspraken. De kinderen krijgen wat geld voor het casino, maar moeten zich inhouden. Het blijkt Clark te zijn die ieder moment zoekt om weer even in het casino te kunnen gokken. Bijvoorbeeld wanneer ze samen zitten te drinken. Ook bezoekt het gezin regelmatig optredens van bekende artiesten en Ellen ziet wel wat in Wayne Newton, een zanger die bij het casino optreedt.
Ellen vindt dat het gezin ook even langs moet gaan bij Eddie, zijn vrouw en kinderen. Ze zitten er immers niet heel ver vandaan. De ontmoeting is stijfjes en iedereen staat er wat beduusd bij. Ze besluiten samen naar de Hoover Dam te gaan. Hier maken ze een rondleiding, waarbij Clark al snel achterraakt en uiteindelijk de weg kwijt is. Via moeilijke en gevaarlijke wegen kan hij zich weer bij de rest voegen, die inmiddels klaar zijn met de rondleiding.
Uiteindelijk is het moment daar dat Clark al zijn geld heeft verloren met gokken, maar hij durft dit niet tegen zijn gezin te zeggen. Gelukkig heeft hij Eddie, bij wie hij wat kan lenen. Nadeel is dat Eddie het geld dat hij heeft voor noodgevallen, heeft begraven in zijn tuin. Het is daarnaast niet erg veel. Er zit niet anders op dan zijn gezin te vertellen dat een vliegreis naar huis er niet meer in zit. Hun enige hoop is een loterij waarbij ze getallen in moeten vullen. Maar ook hier hebben ze geen geluk. Wie wel geluk heeft is een oudere man, die nog nooit iets heeft gewonnen. Hij is zó enthousiast dat hij aan een hartaanval overlijdt. Clark twijfelt of hij het lot van de man zal pakken, en net voor de schoonmaakdienst het lot wil opruimen, raapt hij het op. Met het geld zouden ze terug kunnen vliegen, maar dit blijkt niet meer nodig te zijn. Zoon Rusty heeft de afgelopen dagen wél geluk gehad en vier auto's gewonnen en daarnaast veel geld verdient met gokken. Ieder stapt in een auto en met z'n vieren rijden ze terug naar huis.

## Rolverdeling
| Acteur            | Personage                |
| ----------------- | ------------------------ |
| Hoofdrollen       |                          |
| Chevy Chase       | Clark W. Griswold        |
| Beverly D'Angelo  | Ellen Griswold           |
| Marisol Nichols   | Audrey Griswold          |
| Ethan Embry       | Russell "Rusty" Griswold |
| Randy Quaid       | Eddie Johnson            |
| Bijrollen         |                          |
| Miriam Flynn      | Catherine Johnson        |
| Shae D'Lyn        | Nicht Vicki              |
| Wallace Shawn     | Marty                    |
| Christie Brinkley | Vrouw in Ferrari         |
| Siegfried & Roy   | Zichzelf                 |
| Larry Hankin      | Predikant                |

## Prijzen en nominaties
In 1998 werd Beverly D'Angelo een keer genomineerd voor een Kids' Choice Award in de categorie 'Favoriete filmactrice'.

## Achtergrond

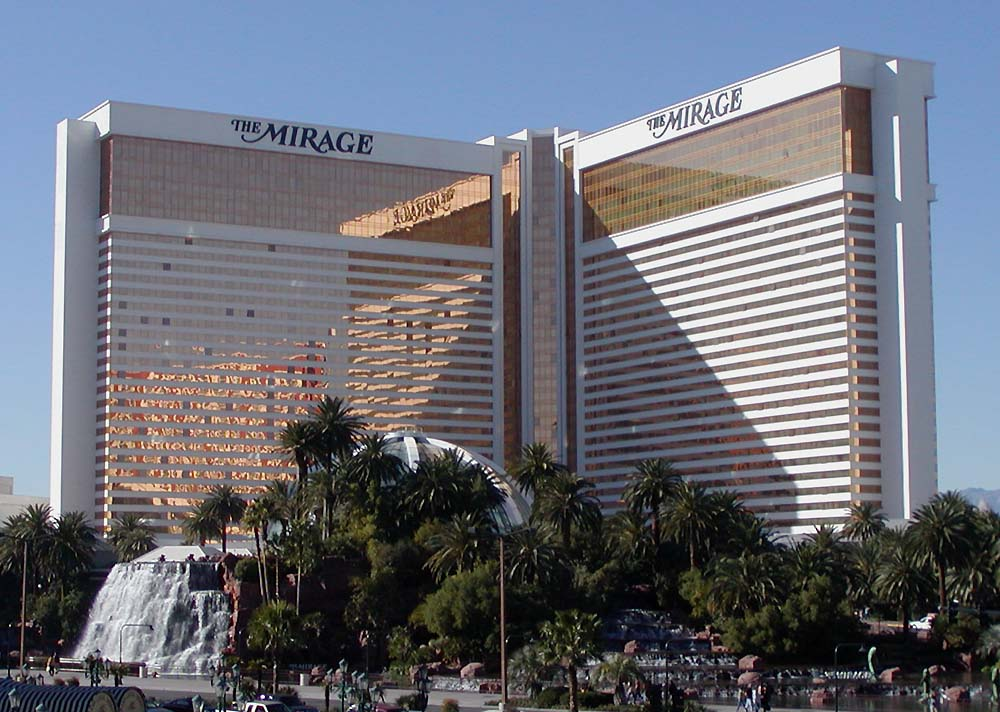
Hotel The Mirage.

- De film werd opgenomen tijdens het drukke toeristenseizoen, van midden juni tot het einde van september 1996.
- Een van de belangrijkste opnamelocaties was hotel The Mirage in Las Vegas.
- Ook werd er gefilmd op Shenandoah, het huis van komiek en zanger Wayne Newton, die ook in de film te zien is.
- Producer Jerry Weintraub heeft een cameo als "Gilly from Philly".
- De personages "Cousin Vicki" en "Cousin Dale" zijn voor het eerst te zien sinds de originele Vacation-film; ze worden dan wel door andere acteurs vertolkt.
- Eerdere werktitels van de film waren National Lampoon's Las Vegas Vacation en National Lampoon's Vegas Vacation. Uiteindelijk liet men National Lampoon's vervallen.